# Aaron Cresswell
Aaron William Cresswell (Liverpool, 15 dicembre 1989) è un calciatore inglese, difensore dello Stoke City.

## Caratteristiche tecniche
È un terzino sinistro, ma può agire come centrocampista di fascia sempre a sinistra o come difensore centrale. Possiede una buona capacità di corsa e un'ottima resistenza fisica; è abile nei cross, nei dribbling ed è uno specialista delle punizioni.

## Carriera

### Club

#### Tramere Rovers
Nato a Liverpool, Merseyside, Cresswell ha fatto il suo debutto con il Tranmere Rovers il 1º novembre 2008 nella Football League One nello scontro con Milton Keynes Dons, che si concluse in una sconfitta per 1-0.

#### Ipswich Town
Nel giugno 2011 i media riferirono che l'Ipswich Town aveva vinto la corsa alla firma del giocatore, battendo squadre del calibro di West Brom e Doncaster Rovers per la sua firma. Firmò un contratto di tre anni.
Nell'estate del 2012, grazie ad ottime prestazioni con l'Ipswich Town, è iniziato a interessare a molti club della Premier League.

#### West Ham
Il 3 luglio 2014, Cresswell firmò col West Ham un contratto di cinque anni per una somma attorno ai £ 3.750.000, più alcune clausole. Ha fatto il suo debutto il 16 agosto 2014 con la sconfitta casalinga per 1-0 contro il Tottenham Hotspur. Il 29 novembre ha segnato il suo primo gol per il club, decidendo la partita con il Newcastle United al Boleyn Ground. A fine stagione venne nominato miglior giocatore del West Ham e miglior giocatore esordiente. Nel giugno 2015 Cresswell ha firmato un nuovo contratto che lo avrebbe tenuto con il West Ham fino al 2020, con l'opzione per altri due anni. Vince con gli Hammers la Conference League nel 2023 mentre il 9 maggio 2025, dopo 11 anni totali trascorsi nel club londinese, annuncia l'addio a fine stagione.
Stoke City
L'11 luglio 2025 passa allo Stoke City, firmando un contratto annuale.

### Nazionale
Nel novembre 2016 riceve la sua prima convocazione in Nazionale inglese dal CT. Gareth Southgate, per la partita di qualificazione al mondiale 2018 contro la Scozia e per l'amichevole contro la Spagna rispettivamente dell'11 e 15 novembre. Fu proprio nella gara contro la Spagna che Cresswell fece il proprio debutto in Nazionale subentrando al 79º minuto a Danny Rose.

## Statistiche

### Presenze e reti nei club
Statistiche aggiornate al 26 febbraio 2024.
| Stagione               | Squadra                | Campionato             | Campionato | Campionato | Coppe nazionali | Coppe nazionali | Coppe nazionali | Coppe continentali | Coppe continentali | Coppe continentali | Altre coppe | Altre coppe | Altre coppe | Totale | Totale |
| Stagione               | Squadra                | Comp                   | Pres       | Reti       | Comp            | Pres            | Reti            | Comp               | Pres               | Reti               | Comp        | Pres        | Reti        | Pres   | Reti   |
| ---------------------- | ---------------------- | ---------------------- | ---------- | ---------- | --------------- | --------------- | --------------- | ------------------ | ------------------ | ------------------ | ----------- | ----------- | ----------- | ------ | ------ |
| 2008-2009              | Tranmere               | FL1                    | 13         | 1          | FACup+CdL       | 1+0             | 0               | -                  | -                  | -                  | -           | -           | -           | 14     | 1      |
| 2009-2010              | Tranmere               | FL1                    | 14         | 0          | FACup+CdL       | 0+2             | 0               | -                  | -                  | -                  | -           | -           | -           | 16     | 0      |
| 2010-2011              | Tranmere               | FL1                    | 43         | 4          | FACup+CdL       | 1+2             | 1+0             | -                  | -                  | -                  | -           | -           | -           | 46     | 5      |
| Totale Tranmere Rovers | Totale Tranmere Rovers | Totale Tranmere Rovers | 70         | 5          |                 | 6               | 1               |                    | -                  | -                  |             | -           | -           | 76     | 6      |
| 2011-2012              | Ipswich                | FLC                    | 44         | 1          | FACup+CdL       | 1+1             | 0               | -                  | -                  | -                  | -           | -           | -           | 46     | 1      |
| 2012-2013              | Ipswich                | FLC                    | 46         | 3          | FACup+CdL       | 1+2             | 0+1             | -                  | -                  | -                  | -           | -           | -           | 49     | 4      |
| 2013-2014              | Ipswich                | FLC                    | 42         | 2          | FACup+CdL       | 1+0             | 0               | -                  | -                  | -                  | -           | -           | -           | 43     | 2      |
| Totale Ipswich Town    | Totale Ipswich Town    | Totale Ipswich Town    | 132        | 6          |                 | 6               | 1               |                    | -                  | -                  |             | -           | -           | 138    | 7      |
| 2014-2015              | West Ham               | PL                     | 38         | 2          | FACup+CdL       | 4+0             | 0               | -                  | -                  | -                  | -           | -           | -           | 42     | 2      |
| 2015-2016              | West Ham               | PL                     | 37         | 2          | FACup+CdL       | 6+1             | 0               | UEL                | 3                  | 0                  | -           | -           | -           | 47     | 2      |
| 2016-2017              | West Ham               | PL                     | 26         | 0          | FACup+CdL       | 1+2             | 0               | UEL                | 0                  | 0                  | -           | -           | -           | 29     | 0      |
| 2017-2018              | West Ham               | PL                     | 36         | 1          | FACup+CdL       | 1+2             | 0+0             | -                  | -                  | -                  | -           | -           | -           | 39     | 1      |
| 2018-2019              | West Ham               | PL                     | 20         | 0          | FACup+CdL       | 0+2             | 0+0             | -                  | -                  | -                  | -           | -           | -           | 22     | 0      |
| 2019-2020              | West Ham               | PL                     | 31         | 3          | FACup+CdL       | 1+1             | 0+0             | -                  | -                  | -                  | -           | -           | -           | 33     | 3      |
| 2020-2021              | West Ham               | PL                     | 36         | 0          | FACup+CdL       | 2+1             | 0+0             | -                  | -                  | -                  | -           | -           | -           | 39     | 0      |
| 2021-2022              | West Ham               | PL                     | 21         | 1          | FACup+CdL       | 1+1             | 0+0             | UEL                | 5                  | 0                  | -           | -           | -           | 28     | 1      |
| 2022-2023              | West Ham               | PL                     | 28         | 0          | FACup+CdL       | 1+1             | 0+0             | UECL               | 8                  | 0                  |             |             |             | 38     | 0      |
| 2023-2024              | West Ham               | PL                     | 4          | 0          | FACup+CdL       | 1+0             | 0+0             | UEL                | 2                  | 0                  | -           | -           | -           | 7      | 0      |
| Totale West Ham        | Totale West Ham        | Totale West Ham        | 277        | 9          |                 | 29              | 0               |                    | 18                 | 0                  |             | -           | -           | 324    | 9      |
| Totale carriera        | Totale carriera        | Totale carriera        | 479        | 20         |                 | 41              | 2               |                    | 18                 | 0                  |             | -           | -           | 538    | 22     |

### Cronologia presenze e reti in nazionale
| Cronologia completa delle presenze e delle reti in nazionale ― Inghilterra | Cronologia completa delle presenze e delle reti in nazionale ― Inghilterra | Cronologia completa delle presenze e delle reti in nazionale ― Inghilterra | Cronologia completa delle presenze e delle reti in nazionale ― Inghilterra | Cronologia completa delle presenze e delle reti in nazionale ― Inghilterra | Cronologia completa delle presenze e delle reti in nazionale ― Inghilterra | Cronologia completa delle presenze e delle reti in nazionale ― Inghilterra | Cronologia completa delle presenze e delle reti in nazionale ― Inghilterra |
| Data                                                                       | Città                                                                      | In casa                                                                    | Risultato                                                                  | Ospiti                                                                     | Competizione                                                               | Reti                                                                       | Note                                                                       |
| -------------------------------------------------------------------------- | -------------------------------------------------------------------------- | -------------------------------------------------------------------------- | -------------------------------------------------------------------------- | -------------------------------------------------------------------------- | -------------------------------------------------------------------------- | -------------------------------------------------------------------------- | -------------------------------------------------------------------------- |
| 15-11-2016                                                                 | Wembley                                                                    | Inghilterra                                                                | 2 – 2                                                                      | Spagna                                                                     | Amichevole                                                                 | -                                                                          | 79’                                                                        |
| 13-6-2017                                                                  | Saint-Denis                                                                | Francia                                                                    | 3 – 2                                                                      | Inghilterra                                                                | Amichevole                                                                 | -                                                                          | 79’                                                                        |
| 8-10-2017                                                                  | Vilnius                                                                    | Lituania                                                                   | 0 – 1                                                                      | Inghilterra                                                                | Qual. Mondiali 2018                                                        | -                                                                          |                                                                            |
| Totale                                                                     |                                                                            | Presenze                                                                   | 3                                                                          |                                                                            | Reti                                                                       | 0                                                                          |                                                                            |

## Palmarès
- UEFA Conference League: 1

West Ham: 2022-2023